# Erwin Bakker
Erwin Bakker (Deurne, 10 oktober 1979) is een Nederlandse mountainbiker.

## Biografie

### String om olympische nominatie
In 2004 hikte hij tegen een olympische nominatie aan. Voor Nederland waren er drie startbewijzen voor de mannen beschikbaar en de eerste twee gingen naar Bart Brentjens en Bas Peters. Voor de derde plaats kwamen Thijs Al, Erwin Bakker en Maarten Tjallingii in aanmerking. Uiteindelijk mocht de eerst genoemde afreizen naar Athene.

### Doping
In 2005 werd hij bij de Ronde van Valladolid betrapt met een te hoge T/E-ratio in zijn bloed, hetgeen duidt op gebruik van het mannelijke geslachtshormoon testosteron. Later in juni datzelfde jaar werden er tijdens een out-of-competitioncontrole in zijn urinemonster sporen van epo aangetroffen. Dit monster werd afgenomen voorafgaand aan de wereldbekerwedstrijd in het Canadese Mont-Sainte-Anne, waar hij zevende werd en waarna hij op een tiende plek stond in het overall-klassement. Hij werd per direct ontslagen door zijn team Heijdens-Ten Tusscher. Hij werd aanvankelijk voor dit vergrijp door de Nederlandse wielerbond (KNWU) voor twee jaar geschorst en kreeg een boete opgelegd van 1350 euro.
Hij reed echter enkele wedstrijden onder de naam van zijn broer Jarno, waaronder een wedstrijd in Duitsland die hij won. Hij werd herkend door een journalist op de huldigingsfoto en werd door het internationaal sporttribunaal (TAS) in Lausanne levenslang geschorst. In 2018 werd de schorsing echter omgezet in een schorsing van acht jaar en daarmee opgeheven.

## Erelijst
1999
- Nederlands Kampioen Mountainbike Under 23

2000
- 16e EK U23, Rhenen
- 3e Nederlands Kampioenschap Mountainbike Under 23

2001
- 1e Grand Prix d’Europe, Malmedy
- Nederlands Kampioen Mountainbike Under 23

2003
- 23e EK, Graz
- 3e Europacup Groesbeek

2004
- 12e EK, Wałbrzych
- 3e NK MTB Elite
- 1e Grand Prix d’Europe, Malmedy
- 12e UCI World Cup Men's Elite Livigno (It)
- 1e Benelux Kampioenschap (BE)

2005
- 11e UCI World Cup Men's Elite Spa Francorchamps (BE)
- 9e UCI World Cup Men's Elite Houffalize (BE)
- 11e UCI World Cup Men's Elite Willingen (GER)
- 7e UCI World Cup Men's Elite Mont St Anne (Canada)
- 3e UCI World Cup Men's Elite Angel Fire Resort (USA)
- 2e Liquigascup E1 Luca (It)
- 3e NK, Zoetermeer
- 3e Uci World Cup New Mexico
- 1e Beker Van België Ronse
- 10e in WB-eindklassement

- 2022

- 1e Nederlands kampioen mountainbike Spaarnwoude Masters 40+

- 2023

- 1e Nederlands kampioenschap mountainbike Oldebroek Masters 40+
- 4e Nederlands kampioenschap gravel Banholt

- 1e Nederlands kampioenschap mountainbike marathon Eijsden Masters 40+